# Walter Pagani
Walter Mario Pagani Acosta (Montevideo, 3 agosto 1957) è un ex cestista e dirigente sportivo uruguaiano.

## Carriera
Con l'Uruguay ha disputato i Giochi di Los Angeles 1984 nel periodo in cui militava nell'Atenas Montevideo, squadra della quale è stato presidente per quattro anni fino al 2009.
Ha terminato l'attività cestistica nel 1997 a 40 anni, dopo aver militato per 23 stagioni in varie squadre della massima serie del campionato uruguaiano.